# (36827) 2000 SP89
2000 أس بي 89 (ويعرف أيضًا باسم (36827) 2000 أس بي 89 وفق تسمية الكوكب الصغير) (بالإنجليزية: 2000 SP89)‏ هو كويكب ضمن حزام الكويكبات؛ وترتيبه 36827 من حيث الاكتشاف.
اكتُشف هذا الجُرم الفلكي بواسطة Anthony J. Cecce ‏ في 22 سبتمبر 2000.

## وصلات خارجية
- (36827) 2000 SP89 في قاعدة بيانات مختبر الدفع النفاث لأجرام النظام الشمسي الصغيرة

- الاكتشاف · مخطط المدار ·  العناصر المدارية · المعلمات المادية

- (36827) 2000 SP89 على موقع ويكي سكاي: DSS2, SDSS, GALEX, IRAS, Hydrogen α, X-Ray, Astrophoto, Sky Map, Articles and images